# Marcel (football)
Pour les articles homonymes, voir Marcel.
Marcel Augusto Ortolan dit Marcel est un footballeur brésilien né le 12 novembre 1981. Il est attaquant.

## Palmarès
- Coritiba
  - Champion de l’État du Paraná : 2003, 2012

- Suwon Bluewings
  - Champion de Corée du Sud : 2004

- Santos
  - Vainqueur de la Coupe du Brésil : 2010

## Distinctions personnelles
- Meilleur buteur du Championnat du Paraná en 2003